# Fehéri Tamás
Fehéri Tamás, született Weisz (Budapest, 1927. október 30. – Budapest, 2002. március 24.) magyar filmrendező, operatőr, egyetemi tanár.

## Életpályája
Szülei Fehéri Lajos (1934-ig Weisz Lévi) ügynök és Markovits Etelka voltak. 1947–1949 között a Mafirtnál, majd a Moképnél az országos mozihálózat irányításában dolgozott. 1949–1951 között a filmgyárban, a filmlaboratóriumban, a szinkronvállalatnál volt gyakornok. 1949–1953 között a Színház- és Filmművészeti Főiskola hallgatója volt. 1951–1952 között a Híradó- és Dokumentumfilmgyárban, illetve a Dokumentumfilm-stúdióban (ma Fórum Filmstúdió) segédoperatőr volt. 1952–1957 között operatőrként dolgozott. 1954–1956 között a Színház- és Filmművészeti Főiskola tanára volt. 1957-től operatőr-rendező volt. 1987-től stúdióvezető volt. 1991-ben a Fórum Film Alapítvány kuratóriumának elnöke lett.

### Munkássága
Ezernél több filmriportot készített a Magyar Filmhíradó munkatársaként, rendező-operatőrként útirajzokat, riport- és dokumentumfilmeket forgatott. Rendszeresen dolgozott a Magyar Televíziónak is.

## Magánélete
1949-ben házasságot kötött Antal Máriával. Két fiuk született: György (1953) és Gábor (1965).[forrás?]

## Filmjei
| - A piramisok országában (1954; Czabarka Györggyel operatőr) - Békét akarunk! (1955; Szabó Árpáddal) - Magyarország - Jugoszlávia 2:2 (1955) - A somogyi példa (1955; Macskássy Jánossal) - Döntetlen (1955; Czabarka Györggyel) - Viharos olimpia (1956) - Ahol a szabadság született (1957) - Hajrá Vasas! (1957; Czabarka Györggyel, Farkas Kálmánnal, Megyer Tiborral) - A nagyvilágon e kívül (1957) - Ezt láttam Mongóliában (1958) - Felejthetetlen április (1958; Szabó Árpáddal) - Európa-rekorderek (1958; Fifilina Józseffel, Macskássy Jánossal, Szabó Nándorral) - Ha sokan összefognak (1959; Drahos Kálmánnal) - Távolkeleti barátainknál - Kína, Mongólia, Korea, Vietnam (1959) - Vívóvilágbajnokság (1959, Drahos Kálmánnal) - Fények Albániában (1960) - 15 esztendő (1960) - Országút, ahol nincsenek kilométerkövek (1960) - Távol a nagyvárostól (1960) - Paul Robeson Magyarországon (1960, Megyer Tiborral) - Háromezer sziget országában (1961) - Három nap Delhiben (1961) - Baráti látogatás (1961) - Kodály Zoltán 80 éves (1962; Fifilina Józseffel, Sziklay Kornéllal) - Öné az elsőbbség? (1963) - Kinek higgyek? (1963; Gecse Gusztávval operatőr) - 15 ezer kilométer a Szovjetunióban (1963) - Ezt láttuk Londonban (1964) - Lacika (1964) - Irány a hamburgi kikötő (1964) - Hat nap Lengyelországban (1964) - Érkezéstől indulásig (1964) - Hruscsov Magyarországon (1964; Drahos Kálmánnal) - Láthatatlan háború (1965) - Kádár János Baranyában (1966) - Európa-bajnokok (1966; Szabó Árpáddal, Fifilina Józseffel, Drahos Kálmánnal, Sziklay Kornéllal) - Szibériában, Grúziában (1966; Fifilina Józseffel) - Kongresszusi jelentés (1966; Fifilina Józseffel) - 20 éves az úttörőmozgalom (1966; Fifilina Józseffel, Drahos Kálmánnal) - Én, Varga Júlia (1967) - Októberi csillagok (1967; Drahos Kálmánnal) - A torna mesterei (1967) - Százesztendős (1967; Herczenik Miklóssal) - Egy bolygó nem tér vissza (1967) - Barátok között (1968) - Jó bor, jó egészség! (1968; Murányi Évával) - Ők és mi (1968) - 50 éves a Párt (1968; Fifilina Józseffel) - Valamit tenni kell! (1969) - Plusz egy nap (1970) - Andrea (1970) - Lajos, ahogy én láttam (1971) - Nemcsak tantárgy (1972) - Vadkerti tőke (1975) - Olimpia-sorozat (1976) - Kommunisták az NSZK-ban (1976) - Ide... oda (1978) - Protokoll szerint (1979) - A boldog ember (1979) - A mi világunkért (1980) - A modell (1981) - Szomszédok (1981) - Volt egyszer egy MADISZ… (1982) - Eskü (1983) - Élenjárók közelnézetben (1983) - Endlösung (1984) - Tükörben a hétvége (1985) - Egy nyelven (1985) - Az ország közepe (1985) - Többarcú egyenjogúság (1986) - Egy halálraítélt vallomása (1989) - Egy filmriporter emlékiratai (1989) - Szorítóban a lélektan (1990) - Parlament (1992) - Mesterek és tanítványok (1993) - Leningrádiak a magyar forradalomért (1993) - A párt ökle (1945-1956) (1994) - Emberekkel történt (1995) - Akarsz gyémánt lenni? (1996) - Nagy Ferenc miniszterelnök (1996-1997) - Varga Béla (2000) - Egy szobor a rendszer fogságában (2000) | - Magyarok a prérin (1980) - Ünnep Esztergomban (1988) - Holtak szabadsága (1993) - Számonkérés (1994) - Titoktartók (1996) - Szabadulásra ítélve (1996) - Bujdosó kollégium (1996) - Álomgyárosok (1996) - A remény és a halál tizenkilenc napja (1996) - Szakítópróba (1997) - Bírós emberek (1997) - Szerencsés emberek (1998) - Kegyeleti ügyek (1998) - Én népem (1998) - Az utolsó föld (1998) - Miért sípolt a macskakő? (2000) - Kitagadottak (2000) - Börtönfeleségek (2000) - Nagyon reális (2001) - Apáink pere (2001) |

## Művei
- Kamerával a világ körül (Bokor Lászlóval, 1969)

## Díjai
- Balázs Béla-díj (1965)

- Filmkritikusok díja (1985)